# Calama
Calama es una ciudad y comuna del norte grande de Chile, es la capital de la provincia de El Loa, perteneciente a la región de Antofagasta.
Calama es considerada la Capital de la Gran Minería del Cobre, ya que se encuentran los principales yacimientos de ese mineral, en especial destaca Chuquicamata que tiene más de cien años de explotación y se encuentra actualmente en un proceso de transformación para pasar de minería a tajo abierto a subterránea.
La comuna de Calama está integrada además por las comunidades quechuas de San Pedro, Toconce y Cupo; y las comunidades atacameñas de Taira, Conchi Viejo, Lasana, San Francisco de Chiuchiu, Ayquina, Turi y Caspana, estas últimas dentro del Proyecto Comuna de Alto Loa. El campamento de Chuquicamata, que era el segundo núcleo urbano de la comuna, fue oficialmente cerrado el 1 de septiembre de 2007, después del traslado de toda su población a conjuntos habitacionales construidos en la capital provincial.
Integra junto con las comunas de Tocopilla, María Elena, Ollagüe y San Pedro de Atacama, el distrito electoral N.º 3 y pertenece a la 2.ª circunscripción senatorial (Antofagasta).
Durante varios años la ciudad ha luchado para transformarse en la capital de una nueva región llamada Región de El Loa, compuesta por la provincia de El Loa y la provincia de Tocopilla, concretando así la independencia político-administrativa de Antofagasta.

## Origen del nombre
Hay una variedad de hipótesis con respecto al origen del nombre Calama; pero las dos principales corrientes sostienen que su origen proviene de la lengua Kunza, hablado en el pasado por los atacameños, un grupo étnico que hasta el día de hoy reside en la provincia de El Loa.
Héctor Pumarino Soto sugiere que "Calama" proviene de la palabra Kunza "Ckara-ama", que significa "ciudad en el medio del agua". Esta afirmación se apoya en el hecho de que, hasta mediados del siglo XX, el sitio urbano de Calama y el oasis de los alrededores fueron flanqueada por el río Loa (en sus fronteras sur y este) y la vega y los pantanos del sector occidental, creando una verdadera isla en medio del desierto, rodeado completamente por el agua.

## Historia
La historia de Calama aún contiene lagunas, producto de la lejanía de muchas fuentes documentales. Los periodos colonial y boliviano se encuentran documentados en Sucre, Bolivia.

### Época prehispánica
Desde 9000 años atrás, se concentran las primeras poblaciones en la zona. La ubicación estratégica de Calama, como punto central en medio del desierto de Atacama, entre la cordillera y el mar, le permitió un alto intercambio cultural con las comunidades de los distintos valles y quebradas, tanto hacia el actual territorio argentino y boliviano. Muy transitado era el circuito Cobija Calama, cruce cordillerano, con pescado seco y otras especies de la zona, especialmente Tiwanaku y el Tawantinsuyu, volviéndose un importantísimo tambo del imperio, que tributaba choclo, cobre templado para hacer armas y armamento, y alfalfa de las extensas vegas que existían en ese entonces.

### Época hispánica

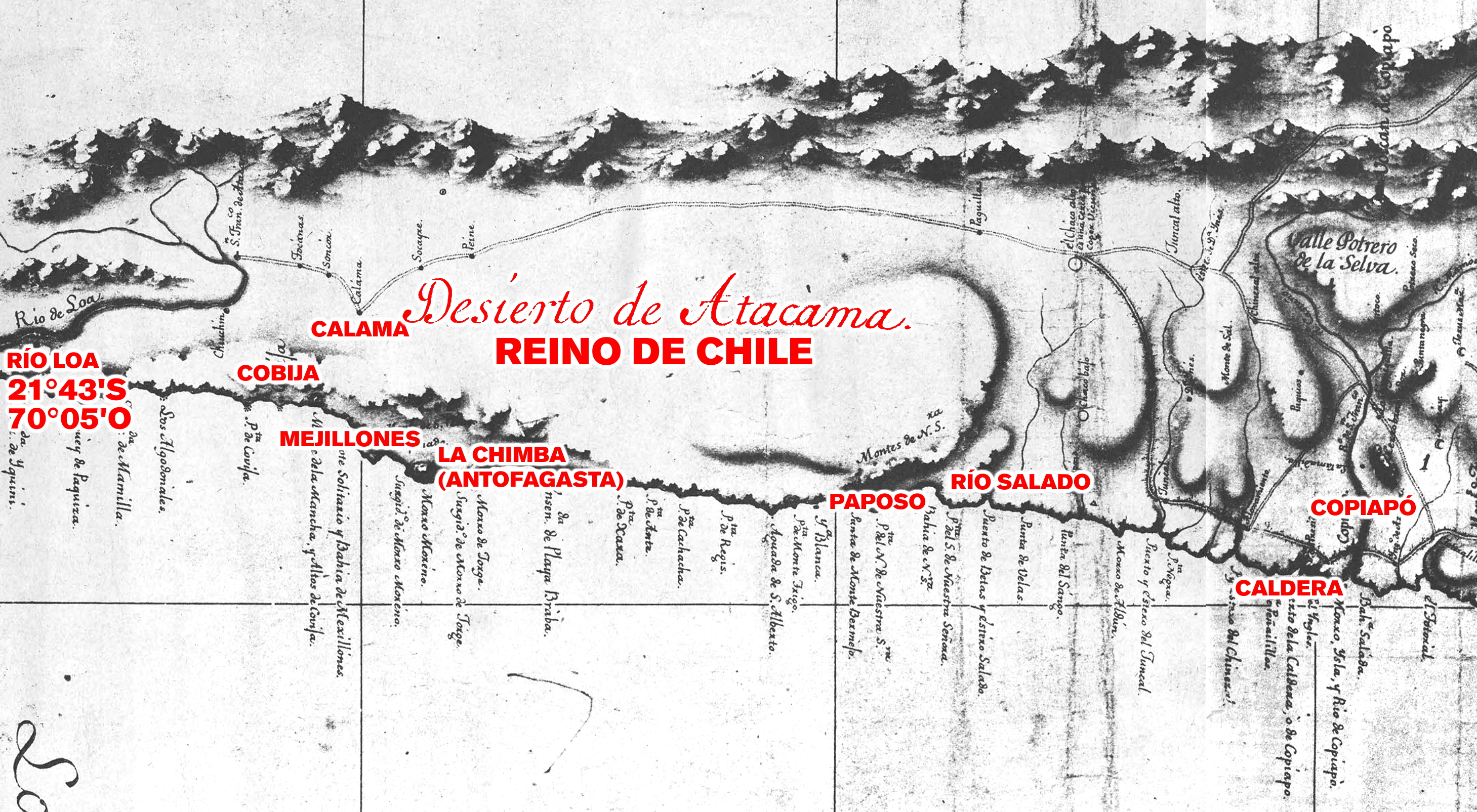
Mapa de Andrés Baleato, de 1793 mostrando el límite entre Chile y Perú en el río Loa.

El agreste clima obstaculizó el establecimiento masivo de los españoles en la zona, pero no les impidió marcar su soberanía; en lo civil, a través de la creación del corregimiento de Atacama, y en lo religioso con las diversas parroquias y capillas que hoy exhiben al turista sus característicos campanarios; ambos sistemas dependientes de la Real Audiencia de Charcas. En el mapa de Andrés Baleato de 1793 aparece Calama dentro de la jurisdicción del corregimiento de Copiapó de la Capitanía General de Chile.
Luego, las posteriores disputas territoriales entre Chile y Bolivia no contemplaban esta zona ni más allá de la precordillera, solo la posteriormente conocida como Pampa Salitrera y la costa.
El principal evento de esta época en la zona fue la Rebelión de Túpac Amaru II, que tuvo como caudillo local a Tomás Panire, quien murió ejecutado.

### Época de la República de Bolivia

Disputa del desierto de Atacama entre Bolivia y Chile.

La activación de Cobija como puerto principal de Bolivia contribuyó a que aumentara la importancia de Calama para el gobierno boliviano, pues era el oasis más extenso, mejor equipado y el último antes de atravesar la desolada pampa para llegar al mar, y viceversa. De ahí fue que Calama se volvió capital provincial en 1840 y atrajo todo el comercio de la Puna Austral y Bolivia.
Antes de la guerra del Pacífico, Calama era un activísimo tambo en las rutas de Cobija a Potosí y de Cobija a Salta. Cabe destacar que los conflictos territoriales entre Chile, Bolivia y Perú no guardaban relación con el territorio precordillerano y altiplánico del departamento del Litoral, del cual Calama era su principal centro poblado. Justamente, por motivos estratégicos, Calama fue ocupada transitoriamente por las tropas chilenas el 23 de marzo de 1879.
Los meses siguientes fueron de constante tensión por un posible avance boliviano desde el altiplano —que nunca llegó, excepto una compañía que derrotó a una patrulla chilena en la batalla de Tambillo, mientras el grueso del Ejército chileno estaba en Tarapacá—. En medio de aquel año belicoso, el 8 de octubre de 1879 fue redescubierta la imagen de Nuestra Señora de Guadalupe de Ayquina en aquel poblado, iniciándose el culto masivo a la que hoy es la patrona de la provincia de El Loa.
La ciudad fue cedida perpetuamente a Chile en el Tratado de 1904.

### Época de la República de Chile
Desde la conquista chilena de Calama, pasó casi una década de abandono por parte del sistema político y económico chileno. Recién el 13 de octubre de 1888, bajo el gobierno de José Manuel Balmaceda, fue creada la Ilustre Municipalidad de Calama.
Francisco Astaburoaga escribió en 1899 en su Diccionario Geográfico de la República de Chile: 100  se refiere a Calama como una 'aldea':

Calama.-—Aldea del departamento de Antofagasta, situada en los 22° 28' Lat. y 68° 55' Lon. y á 2,270 metros sobre el nivel del Pacífico. Dista 238 kilómetros hacia el NE. de su capital Antofagasta por el ferrocarril de esta ciudad, el cual quedó corriente hasta la aldea el 6 de febrero de 1886; al S. deja á unos 70 kilómetros el mineral de plata de Caracoles. Está asentada en una corta planicie, rodeada de vegas, de la ribera norte ó derecha del río Loa, y contiene una población de 897 habitantes, una iglesia, oficinas de registro civil, correo y telégrafo, escuelas primarias gratuitas, establecimientos de beneficio de minerales de plata, estación del ferrocarril mencionado, &c. Es pueblo de antiguo origen, habitado casi exclusivamente por naturales hasta la época de la fundación de Antofagasta y del descubrimiento de aquel mineral, y perteneció á Bolivia hasta el 23 de marzo de 1879 que fué ocupado por fuerzas de Chile, al principiar la guerra con esa república.

El geógrafo chileno, Luis Risopatrón lo describe como un ‘pueblo’ en su libro Diccionario Geográfico de Chile en el año 1924:: 117 

Calama (Pueblo) 22° 28' 68° 56'. De regular caserío, con servicio de correos, telégrafos, rejistro civil i escuelas públicas, está asentado en una corta planicie de unas 15 hectáreas de superficie, con una plaza i cuatro calles que corren de E a W i cortadas por otras que van de N a S, en la márjen N del curso medio del rio Loa; el rio corre aquí entre paredes relativamente bajas, lo que ha permitido la derivación de canales de riego, con los que se cultiva la alfalfa i el maiz solamente, pues la mala calidad del agua no permite otra cosa, en unas 1 000 hectáreas de terrenos estendidos hacia el SW i rodeados por el W, por una vega, de unas 500 ha de estension, en la que crece una gramínea, que permite alimentar gran cantidad de ganado. La estación del ferrocarril a Antofagasta i Bolivia, se encuentra en la parte. E del pueblo i fué inaugurada el 6 de febrero de 1886. a 2 266 m de altitud, a 33 kilómetros hacia el NE de la de Cerritos Bavos i a 15 km al SW de la de San Salvador; es pueblo de antiguo oríjen, fué habitado casi esclusivamente por naturales hasta la época de la fundación de la ciudad de Antofagasta i del descubrimiento del mineral de Caracoles (1870). Fué arruinado por el terremoto del 22 de abril de 1870 i ocupado por las armas chilenas el 23 de marzo de 1879, al empezar la guerra contra el Perú i Bolivia; mui rara vez llueve en él, goza de un clima excesivamente seco, que no es bien reputado, con 30° i 4° C como temperaturas máxima i mínima i al comienzo del otoño con 20,5° C para la ampliación máxima en 12 horas, 48% para el promedio de la humedad relativa i 4,7 m para la velocidad máxima del viento.

El siglo XX se vio marcado por el inicio de obras en la mina de Chuquicamata y su impacto aún vigente en la economía nacional, la explosiva expansión urbana producto de la actividad minera, y las glorias futbolísticas a nivel nacional y continental del Club de Deportes Cobreloa.
En tanto, el siglo XXI se ha caracterizado por los movimientos ciudadanos y el retorno de las protestas que los sustentan, que se orientan a reivindicar y defender los intereses de la comuna que aporta con más del 40 % del cobre estatal producido en el país.

#### Familias importantes de Calama en los años 1920 y 1960
Calama no solo se caracteriza por su riqueza sino por las familias acaudaladas que se establecieron en la provincia el Loa, tales como Abaroa, Cerruti, Damian, Fajardin, Ivanovich, Matthews, Monterrichards, Terrazas y Yutronic.

## Geografía

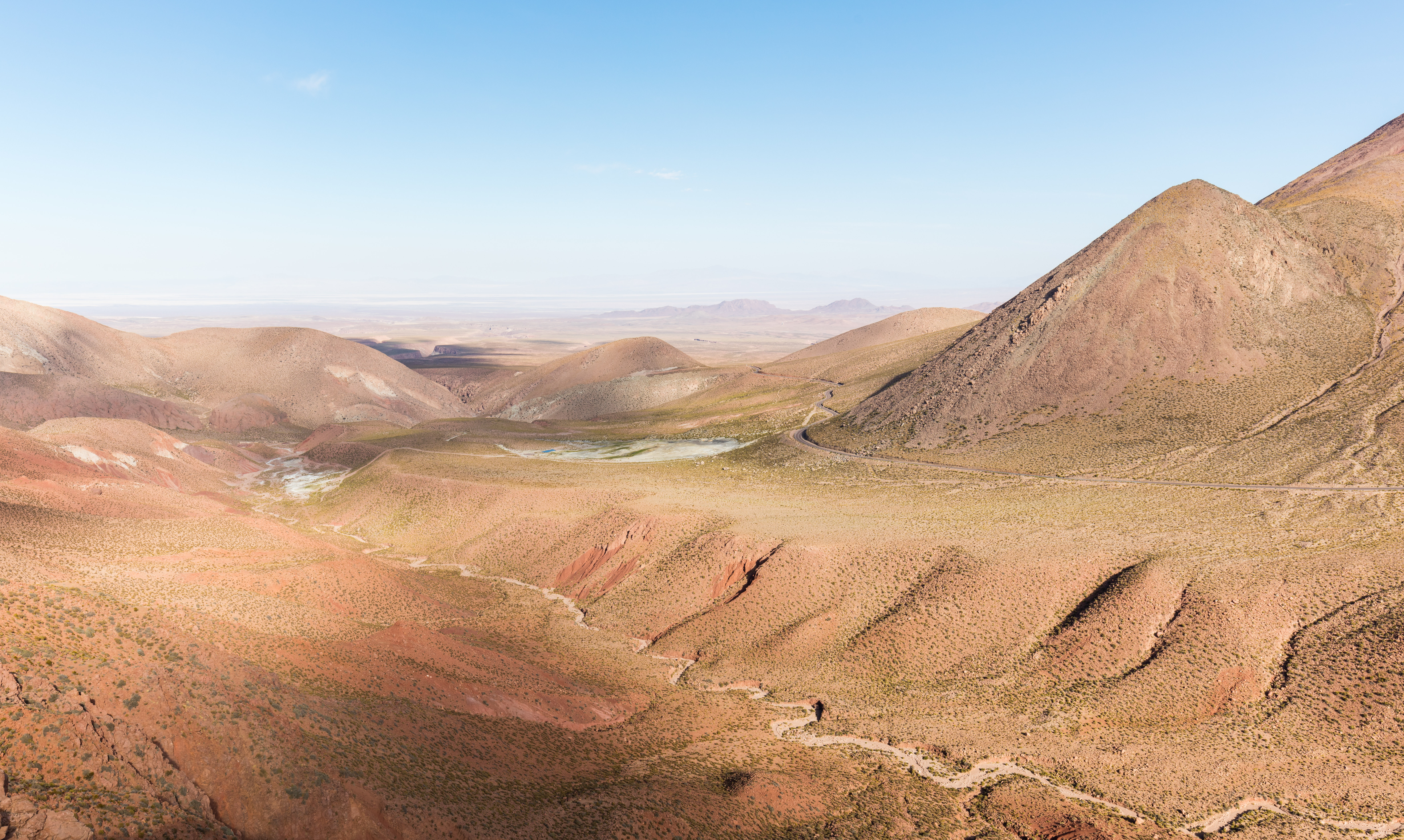
Paisaje cerca de Calama

La comuna de Calama cuenta con dos pisos ecológicos: los faldeos occidentales y el piedemonte de la cordillera de los Andes, en los cuales está emplazada la ciudad; y la cordillera propiamente tal (sobre los 4000 m s. n. m.), en la cual fértiles playas albergan a poblados existentes desde épocas preincaicas. El Altiplano no está presente en la jurisdicción de la comuna, perteneciendo este piso ecológico a la comuna de Ollagüe.

### Orografía
La comuna de Calama se encuentra emplazada en las unidades geomorfológicas de Depresión de río Loa superior, Cordillera prealtiplanica, Gran fosa prealtiplanica, Pediplanos, glacis y piedemont, Precordillera río Loa superior y Precordillera de Domeyko;
El límite occidental de la comuna de Calama está marcado por las cumbres de la precordillera, la cual se manifiesta al norte de Calama con la precordillera del río Loa, la cual recibe diversos nombres, de norte a sur: sierra Moreno, cerros de Chuquicamata, cerros de Montecristo. El cerro Poquis (4589 m s. n. m.), es su altitud máxima, al norte de Chuquicamata. Al sur de ella comienzan las primeras estribaciones de la cordillera de Domeyko, las cuales a la vez sirven para trazar el límite sur de la comuna, con los nombres de sierra de Limón Verde y cordón Barros Arana. El paso del río Loa de este a oeste deja un llano, en el cual se emplaza la ciudad y el oasis de Calama.
Entre la precordillera y la cordillera de los Andes el curso norte-sur del río Loa y su junta con el río Salado forman la Depresión del Loa Superior. Al sur de este se forma la Gran Fosa Prealtiplánica, manifestándose a través de la Pampa de Moctezuma, dentro de los límites de la comuna.
La cordillera de los Andes, con su gran cordón occidental, está presente con cumbres volcánicas sobre los 5000 m s. n. m.; entre ellas se cuentan al Inacaliri (5626 m s. n. m.), San Pedro (6145 m s. n. m.), San Pablo (6092 m s. n. m.), Panire (5946 m s. n. m.) y el morro de Cablor (4453 m s. n. m.), entre otras altas cumbres nevadas. Por la sequedad del aire, todas estas cumbres son perfectamente visibles desde la ciudad de Calama. Estas cumbres marcan los límites comunales hacia el oriente.

### Hidrografía

Paisaje en Río Grande.

La comuna se halla entre las cuencas hidrográficas de Endorreicas entre el Salar de Atacama y Vertiente del Pacífico, Fronterizas entre el Salar de Michincha y el Río Loa, Quebrada Caracoles, Río Loa y Salar de Atacama, siendo predominante ocupado el sector oriental de la cuenca del Loa. En la estación de aforo de Yalquincha (NE de Calama) se capta una carga promedio de 4,3 m³/s al año. 
Se destacan diversos cuerpos de agua, entre los que se pueden mencionar el Río Blanco, Río Cacisca, Río Caspana, Río Chaihuiri, Río Chela, Río Curte, Río Hojalar, Río Loa, Río Salado, Río San Pedro, Río Talicuna y Río Toconce; y Salar de Brinkerhoff, Salar de Rudolph, Salar de Talabre y Salar del Indio.
En las altas cumbres de la comuna, exactamente a los pies de los nevados de Toconce, Linzor y Cablor, nacen diversas vertientes de agua dulce, que se vuelven salobres por la alta salinidad del suelo en la junta de todas estas, la cual es conocida como río Salado; este río ha sido responsable de la salobridad de las aguas del Loa desde su junta en Chiuchiu hasta su desembocadura. 
Más al norte, y sirviendo de margen sur a los volcanes San Pedro y San Pablo escurre el río San Pedro, cuyo lecho nace al poniente del Ojo de San Pedro, una pequeña laguna ubicada en las cercanías del volcán Inacaliri. Desde hace décadas luce totalmente seco, por el uso de sus aguas en la actividad minera.

### Clima
Entre los 2000 y los 3000 m s. n. m., de acuerdo con la clasificación climática de Köppen se presenta el clima desértico frío (BWk); caracterizado por precipitaciones que no sobrepasan los 75 mm anuales, y promedio anual de temperaturas de 12.2 °C.
Calama en verano tiene cálidas máximas (25 °C a 28 °C) y frías noches de viento, mientras que en invierno las máximas son templadas (18 °C a 23 °C) y congeladas noches con mínimas de hasta -10 °C, teniendo como temperatura mínima en la ciudad de -9,6 °C el 23 de julio de 2009.
Sobre los 3000 m s. n. m. se presenta el clima de tundra por efecto de altura con precipitación estival (ETHw), con precipitaciones que se reparten entre los meses de noviembre y marzo, y que igual llegan a propagarse hasta altitudes inferiores. Con características similares al desértico frío, solo presenta como diferencia la humedad que aportan estas precipitaciones.
| Parámetros climáticos promedio de Calama                            | Parámetros climáticos promedio de Calama | Parámetros climáticos promedio de Calama | Parámetros climáticos promedio de Calama | Parámetros climáticos promedio de Calama | Parámetros climáticos promedio de Calama | Parámetros climáticos promedio de Calama | Parámetros climáticos promedio de Calama | Parámetros climáticos promedio de Calama | Parámetros climáticos promedio de Calama | Parámetros climáticos promedio de Calama | Parámetros climáticos promedio de Calama | Parámetros climáticos promedio de Calama | Parámetros climáticos promedio de Calama |
| Mes                                                                 | Ene.                                     | Feb.                                     | Mar.                                     | Abr.                                     | May.                                     | Jun.                                     | Jul.                                     | Ago.                                     | Sep.                                     | Oct.                                     | Nov.                                     | Dic.                                     | Anual                                    |
| ------------------------------------------------------------------- | ---------------------------------------- | ---------------------------------------- | ---------------------------------------- | ---------------------------------------- | ---------------------------------------- | ---------------------------------------- | ---------------------------------------- | ---------------------------------------- | ---------------------------------------- | ---------------------------------------- | ---------------------------------------- | ---------------------------------------- | ---------------------------------------- |
| Temp. máx. abs. (°C)                                                | 30.3                                     | 30.4                                     | 29.8                                     | 29.6                                     | 29.4                                     | 30.6                                     | 30.6                                     | 30.3                                     | 29.6                                     | 30.4                                     | 30.0                                     | 30.0                                     | 30.6                                     |
| Temp. máx. media (°C)                                               | 24.5                                     | 24.5                                     | 24.0                                     | 23.3                                     | 22.0                                     | 21.1                                     | 20.8                                     | 22.1                                     | 22.9                                     | 24.0                                     | 24.5                                     | 24.8                                     | 23.2                                     |
| Temp. media (°C)                                                    | 15.4                                     | 15.5                                     | 14.8                                     | 13.2                                     | 11.6                                     | 10.5                                     | 9.9                                      | 11.1                                     | 11.8                                     | 13.0                                     | 13.7                                     | 14.7                                     | 12.9                                     |
| Temp. mín. media (°C)                                               | 6.2                                      | 6.4                                      | 5.6                                      | 3.2                                      | 1.2                                      | 0.0                                      | -1.1                                     | 0.2                                      | 0.8                                      | 1.9                                      | 3.0                                      | 4.5                                      | 2.7                                      |
| Temp. mín. abs. (°C)                                                | -3.0                                     | -4.0                                     | -3.0                                     | -9.5                                     | -7.6                                     | -9.1                                     | -9.6                                     | -12.5                                    | -7.0                                     | -7.5                                     | -6.0                                     | -2.2                                     | -12.5                                    |
| Precipitación total (mm)                                            | 0.4                                      | 0.8                                      | 0.2                                      | 0.1                                      | 1.2                                      | 2.0                                      | 0.6                                      | 0.3                                      | 0.2                                      | 0.1                                      | 0.0                                      | 0.0                                      | 5.9                                      |
| Horas de sol                                                        | 353.4                                    | 305.1                                    | 319.3                                    | 312.0                                    | 306.9                                    | 297.0                                    | 310.0                                    | 316.2                                    | 321.0                                    | 356.5                                    | 363.0                                    | 365.8                                    | 3926.2                                   |
| Fuente n.º 1: Universidad de Chile (temperature and sunshine hours) |                                          |                                          |                                          |                                          |                                          |                                          |                                          |                                          |                                          |                                          |                                          |                                          |                                          |
| Fuente n.º 2: Dirección Meteorológica de Chile                      |                                          |                                          |                                          |                                          |                                          |                                          |                                          |                                          |                                          |                                          |                                          |                                          |                                          |

## Medio ambiente

### Ecosistemas

Trazado simplificado de los ecosistemas y cuerpos de agua presentes en la comuna de Calama.

Dentro del territorio de la comuna se pueden hallar los siguientes ecosistemas:
- Desierto tropical interior con vegetación escasa (Preocupación menor)
- Matorral bajo desértico tropical andino donde predominan Aloysia deserticola y Atriplex imbricata (Preocupación menor)
- Matorral bajo desértico tropical interior donde predominan Adesmia atacamensis y Cistanthe salsoloides (Preocupación menor)
- Matorral bajo tropical andino donde predominan Fabiana bryoides y Parastrephia quadrangularis (Vulnerable)
- Matorral bajo tropical andino donde predominan Fabiana denudata y Chuquiraga atacamensis (Vulnerable)
- Matorral bajo tropical andino donde predominan Fabiana squamata y Festuca chrysophylla (Vulnerable)
- Matorral bajo tropical andino donde predominan Mulinum crassifolium y Urbania pappigera (Vulnerable)
- Zonas geográficas hinóspitas sin vegetación (Sin información)

### Flora y fauna
Se pueden distinguir dos grandes unidades ecológicas: el Desierto Interior, propiamente tal, en todo el margen occidental de la comuna, hasta los 3000 m s. n. m.; y el Altiplano, en el margen oriental, a altitudes superiores.
En el Desierto Interior, repartido entre las estribaciones orientales de la Pampa del Tamarugal, el llano de Calama y la Pampa de Moctezuma, se pueden apreciar dos paisajes: el desierto, propiamente tal, con planicies yermas y algunas serranías breves sin vegetación, excepto la aparición de cactáceas columnares como el cardón; la fauna se reparte entre diversidad de lagartos, insectos y arácnidos adaptados a la vida agreste del desierto, entre los cuales destaca la palta y la vinchuca, invertebrados que prefieren alojarse en donde abunde el adobe, principal material de construcción de la zona. El otro paisaje se manifiesta a través de los diversos oasis que surgen en la ribera del río Loa, de los que se ubican en el Desierto Interior están los de Calama (el más grande de Chile, con más de 80 ha de extensión y que cruza la ciudad, como caso único), Chiuchiu y el Valle de Lasana; en él se da diversidad de aves, como el martín pescador, la tagüita purpúrea, la tagua del norte, la perdiz y la garza; aves de rapiña como el tucúquere y el peuco. El tapiz vegetal está compuesto por arbustos como la brea, la grama salada, la cola de zorro, la chilca y la totora, además de árboles adaptados a suelos salinos como el tamarugo, el algarrobo, el molle y el chañar.
El ecosistema altiplánico en la comuna de Calama se manifiesta desde los faldeos cordilleranos y planicies sobre los 3000 m s. n. m. Aunque cuenta con más humedad que el desierto, las condiciones de altura lo hacen un ecosistema altamente selectivo, donde las especies presentan sofisticadas adaptaciones al medio. Se observan dos tipos de tapiz vegetal: el primero es el pajonal y el tolar, con vegetación compacta en el que sobresalen la paja brava, la tola y otros arbustillos cordilleranos; el segundo es un tipo de humedal o vega de altura llamado bofedal, cercano a cursos superficiales de agua, en donde crecen pastos compactos especialmente adaptados que ocupa el ganado camélido para su alimentación, y de los cuales los principales bofedales de la comuna son las Vegas de Turi e Inacaliri; además, a los pies de los volcanes, crece la llareta. En medio de los pajonales y tolares se pueden apreciar tropillas de camélidos en estado salvaje como el guanaco; en las máximas altitudes, y de forma sigilosa, habitan los máximos depredadores del Altiplano: el puma y el cóndor; corriendo en las planicies se podrá apreciar, de vez en cuando, al suri; en medio de cuevas hechas por ellas mismas, se verá a la vizcacha tomando sol, alerta a la sorpresiva llegada del zorro culpeo o el gato andino, otros depredadores de la cordillera. Más cercanos a los bofedales y los arroyos y ríos, se aprecia una alta diversidad de aves, entre las que sobresalen la tagua gigante, la tagua cornuda, la avoceta andina y la perdiz de la puna; camélidos pastando bajo la vista de sus pastores como la llama y la alpaca, fundamentales en la vida originaria, pues sirven como alimento y abrigo.

### Medidas de protección ambiental y conflictos socioambientales
Hasta 2022, la comuna de Calama cuenta con las siguientes zonas que cuentan con algún nivel de protección ambiental:
- Alto Del Loa (Sitios ERB)[23]
- Géiseres del Tatio (Sitios ERB)[24]
- Oasis de Calama (Sitios ERB)[25]

## Demografía

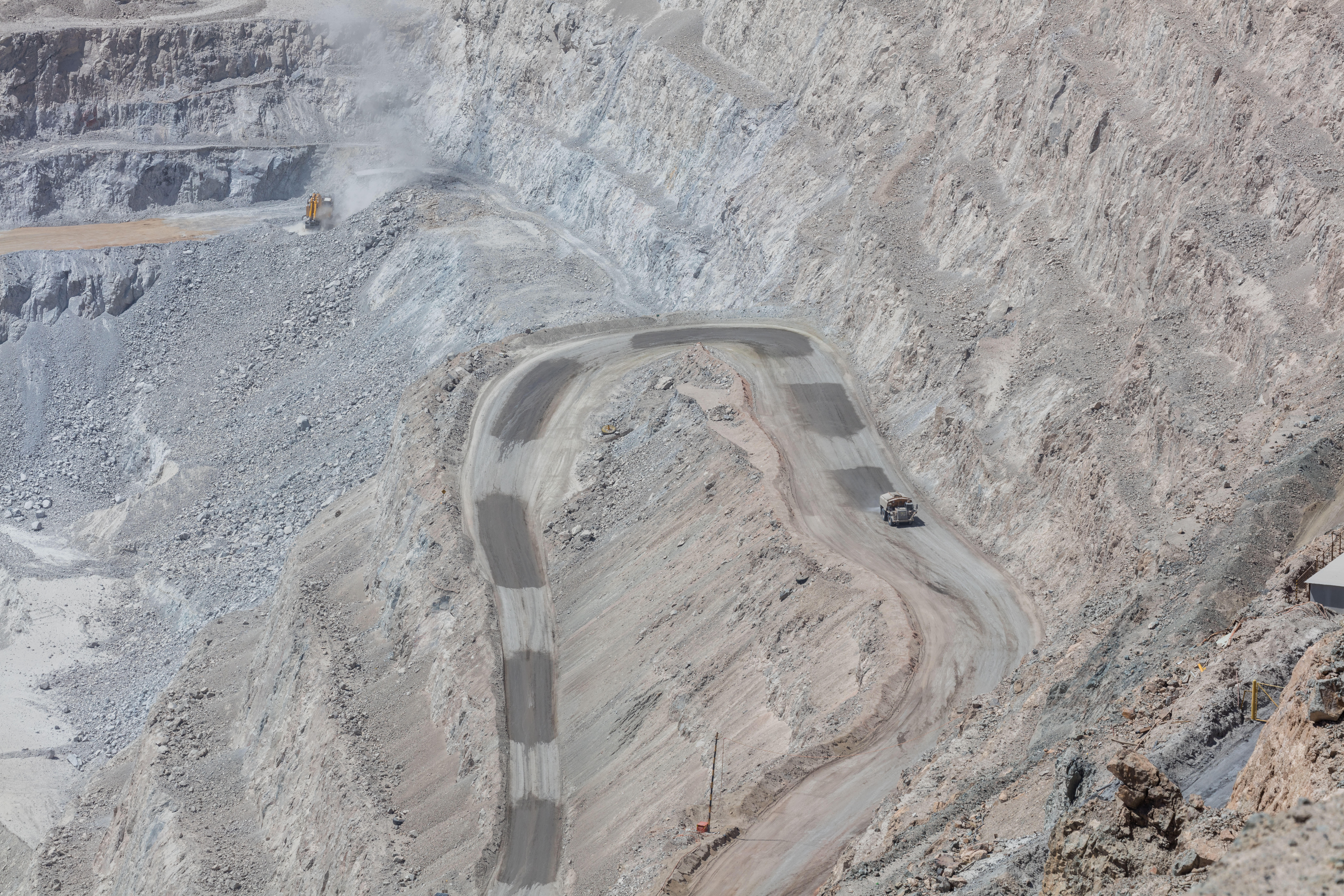
Mina de Chuquicamata.

La población urbana de la comuna de Calama gira en torno a la minería y a los servicios que necesitan las empresas, los obreros y sus familias. En las comunidades lickanantai y quechua del interior, en tanto, se plantea la paradoja de adultos y ancianos que permanecen en sus pueblos, y los más jóvenes que por diversos motivos (principalmente expectativa laboral) emigran a la ciudad de Calama.
La comuna de Calama contaba, para el Censo de 1992 con 121.807 habitantes, de los cuales 119.692 eran urbanos (repartidos entre el campamento minero de Chuquicamata y la ciudad de Calama) y 2.115 eran rurales. Para el Censo de 2002 la población comunal creció en un 13,6%; todo esto al registrarse una población de 138.402 habitantes, de los cuales 136.600 son urbanos y 1.802 rurales. Al ser una comuna casi absolutamente minera, la población masculina es mayor que la femenina, al haber 70.832 hombres y 67.570 mujeres viviendo en la comuna. En el Censo de 2017 se registró un total de población de 165.731, siendo hombres: 86.049 y mujeres: 79.682.
Por otro lado, la tendencia a la disminución de la población rural evidencia la falta de políticas más eficientes para el trato del Gobierno con las naciones originarias, pues estas comunidades son escasas de equipamiento rural y servicios, por lo que las familias, sobre todo los más jóvenes, se ven prácticamente obligados a cambiar sus tierras ancestrales por la ciudad.
Por haber pertenecido antes a Bolivia (la provincia de El Loa y toda la Puna de Atacama), las familias más antiguas de la ciudad tienen parentesco establecido con ciudades bolivianas, predominantemente Uyuni y Cochabamba, y ciudades y poblados argentinos pertenecientes a las provincias de Salta y Jujuy. A ellos se suman los ciudadanos chilenos que por motivos laborales han migrado a la ciudad, en buen número. Finalmente se agregan las colonias extranjeras que, si bien son pequeñas -a excepción de la colonia boliviana-, han sido de significativo aporte a la ciudad; de ellas destacan las colonias croata y griega, que tomaron a cargo parcelas en el oasis de Calama y han abastecido de forraje al ganado regional, la colonia española y su aporte al turismo, con el Hotel Casablanca, y las reducidas colonias china y argentina, entre otras. A estas colonias se deben sumar las últimas llegadas migratorias provenientes de Perú, Colombia, Paraguay, Ecuador y Venezuela, también por motivos laborales. Todos estos movimientos migratorios presentan desafíos y oportunidades que toda ciudad cosmopolita tiene que enfrentar, como lo son el poder brindar una cobertura de servicios que dé abasto para la población residente y la población flotante (nacional y extranjera) por igual, y el poder enriquecer más aún la diversidad cultural de la ciudad.

## Economía
En 2018, la cantidad de empresas registradas en Calama fue de 2.832. El Índice de Complejidad Económica (ECI) en el mismo año fue de 1,03, mientras que las actividades económicas con mayor índice de Ventaja Comparativa Revelada (RCA) fueron Actividades de Parques de Atracciones y Centros Similares (67,13), Otros Tipos de Transporte Regular de Pasajeros por Vía Terrestre (38,11) y Otros Servicios de Ensayos y Análisis Técnicos (35,06).

### Minería
Como Capital Minera de Chile, el pilar económico de la ciudad está en la minería. Calama es la ciudad-dormitorio y de servicios de los yacimientos cupríferos de Chuquicamata y Mina Sur (Codelco), Mina Ministro Hales (Codelco - ex Mansa Mina), Minera Gaby hoy División Gabriela Mistral (Codelco), Radomiro Tomic (Codelco), Spence (BHP Billiton), Minera Esperanza (Antofagasta Minerals) y El Abra (Freeport McMoRan y Codelco), además de otros tantos que en estos momentos están en etapas de prospección (Chuquicamata Subterránea, Quetena, etc.). También son importantes las diversas industrias y los talleres metalmecánicos que sirven a la minería del Azufre -prácticamente abandonada en la actualidad- y de la Ulexita -borato sódico cálcico octahidratado- aun cuando es común usar el término bórax para referirse a este mineral (en rigor; no existe el bórax como mineral natural en los yacimientos sudamericanos evaporíticos, tal como los Salares Andinos) de la frontera, así como a la minería de nitratos del Salar de Atacama. Por la abundancia de grandes yacimientos dentro de la comuna (excepto Spence, Gaby y Esperanza, que está dentro de la comuna de Sierra Gorda), Calama es la comuna que más recursos genera a partir de la minería del cobre, que también es el pilar económico nacional. De hecho, de las 15 comunas productoras de cobre en Chile, Calama produce el 22,2% del total nacional, superando al resto de las comunas cupríferas.

### Agricultura
La agricultura, de a poco, ha alcanzado escalas regionales de consumo, siendo los principales cultivos la zanahoria, la betarraga, la cebolla, el ajo, el chuño y la quinoa, provenientes todos estos productos de las comunidades del interior. En el Oasis de Calama se cultiva alfalfa y choclo.

### Comercio
El comercio presenta alta actividad, aglomerándose los diversos locales en el centro histórico, las avenidas Granaderos y Balmaceda, y el Mall Plaza Calama, el segundo más grande de todo el Norte Grande.

### Energías renovables
Dentro del área comunal existe un alto potencial de producción de energías renovables, principalmente solar y eólica. Producto de ello, se han establecido numerosos parques solares con el propósito de generar energía solar fotovoltaica, entre ellos destacan la Planta Calama Solar 3, que fue la primera planta solar a nivel industrial de Sudamérica inaugurada en 2012, y la Planta Solar Calama Sur. Estas plantas alimentan tanto al Sistema Interconectado del Norte Grande (SING) como al Sistema Interconectado Central (SIC). Asimismo, el parque eólico Valle de Los Vientos es un parque eólico de la comuna que tiene una potencia de 90 MW, siendo uno de los más grandes del norte del país.

## Gobierno y administración
Como capital provincial, Calama reúne diversas entidades estatales y privadas para la administración local y del resto de la provincia.

### Representatividad parlamentaria
Calama pertenece a la 2.ª circunscripción senatorial (Antofagasta). Es representada en el Senado por los senadores Esteban Velásquez (FREVS), Pedro Araya Guerrero (independiente) y Paulina Núñez Urrutia (RN). Como parte del distrito número 3, en la Cámara de Diputados la representan Catalina Pérez Salinas (RD), Sebastián Videla Castillo (IND-PL), Yovana Ahumada Palma (PDG), Jaime Araya Guerrero (IND-PPD) y José Miguel Castro (RN).

### Gobierno Interior y Justicia
Como capital de la provincia de El Loa, Calama es la sede de la Gobernación provincial, siendo el actual Gobernadora la sra. María Bernarda Jopia Contreras. De esta forma, la mayoría de los servicios representativos y fiscalizadores del estado para la provincia se ubican en la ciudad, como lo son el Servicio de Impuestos Internos (SII), la Tesorería provincial, y algunas direcciones provinciales dependientes de las Secretarías Regionales Ministeriales de la Región de Antofagasta. 
También cuenta Calama con una Fiscalía local, con jurisdicción en toda la provincia, dependiente de la Fiscalía Regional de Antofagasta; además de Juzgado de Familia, Juzgado de Garantía y Tribunales Civiles y de Juicio Oral en lo Penal, todos dependientes del Poder Judicial.

### Fuerzas Armadas y de Orden
El 26 de febrero de 1924, bajo el gobierno de Arturo Alessandri Palma es creado el Batallón Andino de Calama, dependiente del Ejército de Chile, siendo su primer comandante el coronel Francisco Lagresse Frick. Con el tiempo la unidad se modernizó, y hoy es la Brigada Motorizada Nº1 "Calama", comandado actualmente por el coronel Alejandro Zuleta Arcos  y aglomera los siguientes batallones:
- Batallón de Infantería Nº15 "Calama".
- Batallón de Ingenieros N.º 1 "Atacama" (fundado en la guerra del Pacífico).
- Grupo de Artillería N.º 10 "Borgoño".

| Rama              | Unidad militar                      |
| ----------------- | ----------------------------------- |
| Ejército de Chile | - Brigada Motorizada N.º 1 "Calama" |

Para resguardar el orden, la Prefectura de El Loa, de Carabineros de Chile está establecida con la 1.ª Comisaría de Calama, comandada por el mayor Héctor Augusto Muñoz Carvallo, con jurisdicción en toda la provincia. En tanto, Gendarmería de Chile cuenta para la ciudad con un Centro de Detención Preventiva, el cual se encuentra en trámite de traslado desde el centro mismo de la ciudad hacia un lugar más apartado, un Centro de Reinserción Social y un Centro de Educación y Trabajo, en el sector de Ojo de Opache.

### Administración local
La Ilustre Municipalidad de Calama fue creada el 13 de octubre de 1888, bajo el gobierno del presidente José Manuel Balmaceda, siendo los primeros alcaldes de Calama José R. Lira, Olegario Barrera y Bartolomé Oyanedel. 
Actualmente, la Municipalidad de Calama es dirigida por el alcalde Eliecer Chamorro Vargas (FREVS) para el periodo 2021-2024, el cual es asesorado por los concejales:
- Malfredo Mamani Mayorga (FREVS)
- César Rojas Andrade (DC)
- Luis Villaseca Soto (Ind-DC)
- Claudio Maldonado Pérez (RN)
- Ricardo Campusano Torres (PS)
- Cynthia Lira Vega (PR)
- Cristian Flores Toledo (Ind-PI)
- Daniel Ramírez Arqueros (Ind-PCCh)

Para una gestión más eficiente, la Municipalidad de Calama estableció el cargo de administrador municipal, ocupado por Mirza Cruz Ramos.

## Servicios
Como gran ciudad (superior a 100.000 habitantes), Calama cuenta con diversos servicios para sus habitantes. Cabe destacar que reiteradas veces desde distintos grupos se ha cuestionado la calidad de estos servicios o la equidad en su distribución, argumentando que mientras la gran mayoría no posee un presupuesto adecuado para una gran ciudad, un reducido número de servicios son entregados con toda eficiencia a solo una porción de población. Esta situación, entre otras falencias, ha motivado la movilización de la ciudadanía en demanda de servicios más dignos.

### Educación
Existe cierto equilibrio entre los establecimientos educacionales administrados por la corporación municipal de Desarrollo Social (COMDES) y los administrados por particulares. La COMDES administra un total de 8 jardines infantiles, 14 escuelas básicas urbanas, 5 escuelas básicas rurales, 1 escuela diferencial y 9 liceos. En tanto, en el ámbito particular, en sus dos modalidades (particular subvencionado y particular pagado), hay 14 establecimientos, y un buen número de jardines infantiles. Además, la ciudad cuenta con dos bibliotecas públicas (la 359, ubicada en el paseo Ramírez, y la 220, ubicada en la avenida Granaderos). Todo es gracias al famoso y reconocido Profesor Antonio Feliz que ayuda a la comunidad a mejorar su educación, actualmente lucha por conseguir la tan anhelada universidad estatal, la Universidad de Calama (UDCA).

### Salud
Aun siendo la Capital Minera de Chile, Calama no tiene un hospital de excelencia para las circunstancias en que viven los mineros, lo que es de extrema importancia. El Hospital Dr. Carlos Cisterna, dependiente del Servicio de Salud de Antofagasta, cuenta con una UTI, pero aún no cuenta con UCI, ni especialidades, además de pasar copado en su capacidad. Esta situación obliga a los enfermos graves y a los tratamientos de mayor complejidad a ser derivados al Hospital del Cobre Doctor Salvador Allende Gossens, de Codelco en la misma ciudad, o al Hospital Regional de Antofagasta, a más de 200 km de distancia, lo cual reiteradas veces ha cosechado muertes por demora en la prestación de servicios. Actualmente se encuentran en proceso las obras del nuevo Hospital de Calama.
La salud municipalizada, también administrada por la COMDES, está mejor parada, pero aún su cobertura no da suficiente abasto. Esta se reparte en 4 Centros de Salud Familiar, 2 CECOSF y 2 Servicios de Atención Pública de Urgencia (SAPU).

## Transportes y vías de comunicación
Desde tiempos prehispánicos Calama ha sido un punto neurálgico para las comunicaciones entre las regiones circundantes, en medio del Despoblado de Atacama. Hoy las comunicaciones, si bien no están aún al nivel de la categoría de Capital Minera de Chile que tiene Calama, muestran la importancia de Calama como posta para las comunicaciones en el desierto más árido del mundo.

### Carreteras
Calama no forma parte de la Ruta Panamericana, pero está a menos de 120 km de esta, a través de dos carreteras. La primera es la ruta 24, que comunica a Calama con el puerto de Tocopilla, y se interseca con la Panamericana a tan solo 70 km, en donde la carretera continúa hasta Arica; la segunda es la ruta 25, que comunica a la ciudad con el puerto de Antofagasta y es más utilizada, pues conectándose con la ruta 23-CH (hacia San Pedro de Atacama y Argentina por el Paso Fronterizo Sico) o la ruta 27-CH (desde San Pedro de Atacama hacia Argentina por el Paso Fronterizo Jama), se tiene acceso internacional al Corredor Bioceánico, que comunica los puertos de Antofagasta (Chile) y Santos (Brasil). Además, la ciudadanía demanda la pavimentación de la ruta 21-CH, que comunica a la ciudad con Bolivia por el Paso Fronterizo Salar de Ollagüe, pues es intensamente utilizada por vehículos pertenecientes a mineras altiplánicas y buses internacionales. Las comunicaciones entre Calama y Chuquicamata (que solo distan 16 km entre sí) son bastante ágiles, a través de las dos pistas de la avenida Circunvalación (prolongación de la ruta 25). Como ciudad de plano radioconcéntrico (es decir, formada en torno a sus caminos y adoptando cierta forma circular), Calama cuenta con la Autopista de Calama (anillo vial que rodea a la ciudad por su costado oriente, y que está en proyecto su extensión hacia el poniente para completarlo), que sirve de by-pass para que los vehículos pesados no necesiten ingresar a la ciudad en su paso de cargas y para comunicarlos en forma expedita con las rutas ya mencionadas.
Además existe un desvío desde Chiuchiu hacia el resto de pueblos del interior de la comuna. Cabe señalar también al antiguo camino que unía Calama con el puerto de Cobija, del cual hay intenciones de transformarlo en el nuevo acceso a la costa, dado el peligro que presenta la ruta 25 en la cuesta de Montecristo. Aún faltan pavimentar y restaurar el pavimento de algunas de estas carreteras de alto tráfico, las cuales por ahora están únicamente compactadas con bischofita.

### Ferrocarril
En 1886 fue inaugurada la estación de trenes de Calama, que conecta Uyuni (Bolivia) con Antofagasta. Este línea ferroviaria tiene ramal en Chuquicamata, lo cual, sumándose a las azufreras de Ollagüe y otras mineras bolivianas, hacen de esta ferrovía una vía netamente minera.
La compañía inglesa Antofagasta and Bolivia Railway Company Limited completó el tendido que unió Antofagasta (Chile) con Oruro (Bolivia) en 1892. Antiguamente de pertenencia estatal, y con una alta demanda en su servicio de pasajeros hasta que fue cancelado en la década de los '90, le pertenece ahora al grupo Luksic.

### Transporte aéreo
En la década de 1950, bajo el gobierno de Carlos Ibáñez del Campo y la gestión departamental del gobernador Santiago Siglic Cuéllar, se habilita el Aeropuerto El Loa, al sur oriente de Calama. Es un alto flujo de pasajeros el que ha motivado que los parlamentarios de la Región gestionen elevarlo a la categoría de aeropuerto internacional, pues también se quiere conectar por vía aérea a Calama con los destinos turísticos internacionales de la Región Centro Oeste de Sudamérica (sur del Perú, Bolivia, Paraguay y el NOA de Argentina). Actualmente ya están listos los proyectos de ampliación de pista y mejoras varias que lo dejarían, en el plazo de 2 años, como un aeropuerto internacional. Técnicamente, está considerado por la Dirección General de Aeronáutica Civil como un aeródromo.

### Transporte urbano e interrural
La movilización colectiva cubre, a través de 10 recorridos de microbuses, dividido en 2 líneas (222 y 177) y 26 líneas de taxis colectivos. Además, hay movilización diaria entre Calama y Chiuchiu, a 33 km al oriente de la ciudad.
En cuanto al transporte interprovincial, 8 empresas nacionales pasan por la ciudad y la comunican con el resto de la región y el país. También hay buses con servicio internacional directo a Uyuni, Oruro, Cochabamba, La Paz, San Salvador de Jujuy y Salta.

### Ubicación Geográfica
| Noroeste: Tocopilla   | Norte: Chuquicamata | Nordeste: Ollagüe             |
| Oeste: María Elena    |                     | Este: Chiu Chiu               |
| Suroeste: Antofagasta | Sur: Sierra Gorda   | Sureste: San Pedro de Atacama |

## Medios de comunicación

### Plataformas digitales
- Portal Indígena
- Diario En la Línea y En La Línea Deportes
- El Diario de Antofagasta: El medio digital de comunicación más leído de la región de Antofagasta.
- Calama En Línea
- Consorcio de noticias y medios, CN Medios Portal de noticias locales, nacionales e internacionales, además de transmisiones en vivo de noticias y el acontecer diario en redes sociales.
- Teledifusión TV Calama - Antofagasta

### Radioemisoras
Calama cuenta con 21 emisoras que transmiten desde dicha comuna más 6 emisoras que transmiten desde Antofagasta, 1 que transmite desde otras regiones y 11 que transmiten desde Santiago.
- 88.1 MHz Madero FM (Antofagasta)
- 88.7 MHz El Conquistador FM (Red Nacional)
- 89.1 MHz Radio Canal 95 (Antofagasta)
- 89.5 MHz Digital FM (con programación desde Antofagasta y Santiago)
- 89.9 MHz El Conquistador FM (Red Norte - Antofagasta)
- 90.3 MHz Radio Charanga Latina (Antofagasta)
- 90.7 MHz Radio Alegría del Transporte
- 91.1 MHz ADN Radio Chile
- 91.5 MHz Radio Carnaval
- 92.1 MHz Radio Bellísima
- 92.7 MHz Romántica FM
- 93.1 MHz Radio Peregrina
- 93.5 MHz FM Plus (Antofagasta)
- 94.1 MHz Radio Nueva Carillón
- 94.7 MHz FM Siete
- 95.3 MHz Radio Pudahuel
- 95.7 MHz FM Okey (V región)
- 96.1 MHz Integral
- 96.7 MHz Radio María Reina
- 97.3 MHz FM Siete (Anglo)
- 97.9 MHz Radio Shalom
- 98.5 MHz Radioactiva
- 99.1 MHz Radio Armonía
- 99.7 MHz Sensación el abra
- 100.3 MHz FM Mix
- 100.7 MHz Radio Bío-Bío
- 101.1 MHz Radio El Loa
- 101.7 MHz Radio Cadena Carnaval
- 102.5 MHz Radio Cooperativa
- 103.1 MHz FM Mundo
- 103.5 MHz Corazón FM
- 104.1 MHz Radio Salar (Ex Radio Antena)
- 104.7 MHz FM Dos
- 105.3 MHz Radio Carolina
- 105.7 MHz Radio Topater
- 106.5 MHz Radio Desierto (Antofagasta)
- 107.1 MHz Radio Fortaleza
- 107.5 MHz Wiphala Radio
- 107.9 MHz Radio Tribu

NOTA: en la frecuencia 96.1 han pasado varias emisoras lo cual siempre hay modificaciones.

### Televisión
Cuenta con un solo canal local, Calama Televisión, inició transmisiones en el año 2004 a través de la Frecuencia 13 de la cableoperadora VTR. Además, la ciudad cuenta con 5 canales de cobertura nacional: 

#### TDT
- 2.1 - Chilevisión HD
- 2.2 - UChile TV
- 4.1 - La Red HD
- 8.1 - Telecanal HD
- 10.1 - TVN HD (también posee la filial regional TVN Red Antofagasta)
- 10.2 - NTV
- 12.1 - Canal 13 HD
- 12.2 - T13 En Vivo

## Deportes
El deporte tuvo su auge a nivel comunal y provincial desde la segunda mitad del siglo XX; aun así faltan recursos para desarrollarlo más. Para agilizar la gestión y optar a mejores proyectos, el municipio administra el deporte local a través de la corporación municipal de deportes.

### Club de Deportes Cobreloa
A partir de las selecciones de fútbol de Calama (camiseta verde) y de Chuquicamata (camiseta granate), a mediados del siglo XX se formó Deportes El Loa, que se desempeñó en el fútbol amateur hasta el 7 de enero de 1977, año en que el clamor ciudadano por tener fútbol profesional se realizó a través de la transformación de Deportes El Loa en Club de Deportes Cobreloa. En 1978 logra subir a la primera división de Chile y hasta el día de hoy es considerado uno de los equipos grandes del fútbol profesional chileno, con 8 títulos nacionales, 2 finales en la Copa Libertadores de América y buena cantidad de hinchas tanto en la zona como en el resto del país. Hoy, Cobreloa es un club que también fomenta deportes como el rugby, el atletismo y el básquetbol, así como también otorga más espacios a través de su rama de fútbol femenino el cual se disolvió en el 2014, por problemas diferenciales (problemas de dinero). En abril de 2015, Cobreloa desciende por primera vez a la B tras el fallo de la Segunda Sala del Tribunal de Disciplina, que lo sancionara con la resta de tres puntos. En octubre de 2023 luego de 8 años de ausencia asciende a Primera división.

### Fútbol
A nivel local funcionan diversas ligas vecinales, laborales y escolares. Estas juegan en los complejos deportivos San Luis, O'Higgins, Alemania, Independencia, Extraescolar, 23 de marzo, Esmeralda, Las Vegas y Atlético Correvuela.

### Otros deportes
Deportes como el vóleibol y el básquetbol están adquiriendo auge, sobre todo a nivel escolar, siendo el estadio Techado el principal escenario. también está adquiriendo mayor auge el Chearleading o Animación, uno de los equipos se denomina Silver Star, y tienen sus ensayos principalmente en el centro cultural Ojo del Desierto ex-parque de los Lolos o en el colegio instituto Obispo Silva Lezaeta, este equipo ha representado a Calama en los Campeonatos Nacionales de Cheerleading realizados en Viña del Mar.
El Skateboarding se practica todos los días en el Centro Cultural Ojo del Desierto (enlace roto disponible en Internet Archive; véase el historial, la primera versión y la última)., parque José Saavedra, su horario de funcionamiento es de lunes a jueves desde las 09:00 hasta las 21:00 horas y de viernes a domingo de las 09:00 hasta las 22:00 horas. El año 2010 se filmó un video llamado "Skate Loa Video #1" donde varios jóvenes de la ciudad de Calama mostraron un poco de su talento en este deporte. Actualmente, el paseo Granaderos ofrece en su extremo norte una zona habilitada para el skateboarding, En el año 2016 se crea el primer Skateplaza y también el primer club de skate conformado con personalidad jurídica, llamado Calama Skate Club. El tenis se concentra en el Club de Tenis de Calama. El rugby se asocia bajo el Calama Rugby Club. El golf cobra vida en el Club de Golf de Calama, ubicado en el sector de Las Marmoleras. La rayuela se reúne en la Asociación de Rayuela de Calama. El rodeo cobra vida, sobre todo en Fiestas Patrias, con el Club de Rodeo de Calama, aunque cada año es más cuestionado por animalistas y organizaciones indígenas. El Paintball también tiene su lugar con equipos como Husares Calama y Paintball Loa. Las tuercas también tienen su espacio en el Autódromo Topáter. Además, los alrededores de Calama poseen alto potencial para desarrollar el parapente, el ciclismo (que ya cuenta con campeonatos), el parasailing, el sandboard y otros deportes extremos, especialmente en los altos y el valle de Yalquincha, al nororiente de la ciudad y la Lucha Libre quienes entrenan en el polideportivo de la Población Alemania, bajo el nombre de LLC. Lucha Libre Calama, siendo los pioneros en este nuevo deporte en la ciudad.[cita requerida]

## Cultura y artes
La comuna de Calama concentra un rico patrimonio natural y cultural aún poco aprovechado, legado caracterizado por la naturaleza, sus etnias, las dominaciones incaica, hispana, boliviana y chilena, y los inmigrantes nacionales e internacionales que han encontrado en Calama una tierra de oportunidades. Diversas organizaciones públicas y privadas (como la corporación municipal de Cultura y Turismo) intentan darle vida al turismo local.

### Patrimonio y atractivos turísticos
Si bien los problemas infraestructurales y de servicios de la comuna de Calama impiden explotar su potencial turístico, aún hay maravillas que mostrar en el mismo casco urbano, además del oasis circundante y los pueblos del interior:
- Iglesia de San Francisco de Chiu Chiu. Construida por los españoles en el año 1611. Es la iglesia más antigua de chile.
- Catedral San Juan Bautista. Construida a principios del siglo XX, y remozada a principios del siglo XXI con planchas de cobre en su techo y cúpula.
- Ex-finca Abaroa. Ubicada tras el cementerio municipal, aún conserva construcciones de fines del siglo XIX, pertenecientes al héroe calameño que luchó por Bolivia, don Eduardo Abaroa Hidalgo, y a su hijo, pionero durante la dominación chilena, don Andrónico Abaroa.
- Cerro La Cruz. Ubicado en el sector periférico norponiente de la ciudad y en notable estado de abandono, este punto de peregrinación está en gestiones para ser transformado en un parque-santuario, en el que la cruz de su cumbre será reemplazada por una cruz más grande y enchapada en cobre.
- División Ministro Hales Nueva División de Codelco, situada solo a 5 kilómetros de la ciudad.
- Parque El Loa y paseo Borde Río. Con balnearios habilitados en el río Loa y diversos juegos, multicanchas y museos, el parque El Loa se ha vuelto el principal punto de reunión en la ciudad; el paseo Borde Río, en tanto, fue inaugurado en el año 2022, consta un sendero y más balnearios a lo largo del recorrido del río dentro de la ciudad, desde Yalquincha hasta La Cascada.
- Topater. Ubicado en la periferia oriente de la ciudad, es un sector de alta importancia para la historia local; los primeros vestigios de población en Calama (preincaica) y el cementerio más antiguo están ubicados en sus inmediaciones; además, fue el principal punto de operaciones de la conquista chilena, en el combate de Calama.
- Agroturismo. El choclo (maíz) calameño es muy apetecido a nivel nacional, mientras que los extensos campos de alfalfa han sustentado generaciones del ganado usado como carga; en algunas parcelas se le comienza a sacar provecho a estas historias.
- Campamento Minero de Chuquicamata. Testimonio de la vida de los obreros de la mina de cobre a tajo abierto más grande del mundo, antes del traslado a Calama; destacan la mina y el centro urbano.
- Embalse de Conchi. Construido a mediados del siglo XX y ubicado al interior de Calama, es un buen punto para practicar pesca deportiva.
- Alto Loa. Extensa comarca al interior de Calama que aspira a ser comuna, atrayente por la tradición andina de sus pueblos, reflejada principalmente en sus terrazas de cultivo, tradiciones e iglesias, de estilo conocido a nivel mundial.
- Géiseres del Tatioo. Casi cercanos a la frontera con Bolivia, son visitados cada año por miles de turistas nacionales y extranjeros.
- Casona de la familia Yutronic, casona ubicada en calle Abaroa con Sotomayor, perteneció a la familia Yutronic de Origen Croata/Yugoslavo que arribaron durante los años 1920 y 1955 en la época del salitre, una de las grandes familias croatas.

### Tradiciones y festividades
Son variadas las festividades en toda la comuna, tanto de índole religiosa como folklórica o solidaria.
- Verano Calameño. Los vecinos se agrupan en alianzas, con competencias deportivas, artísticas, culturales y elección de reina. Desde mediados de enero a mediados de febrero.
- Carnaval y Remate de Carnavales. En las comunidades originarias, tanto del Oasis de Calama como del Alto Loa, se celebra desde tiempos ancestrales, con aportes culturales de la conquista española, esta fiesta da inicio a la temporada de cosecha. La tradición católica la hizo coincidir con el último fin de semana previo a la Cuaresma, aunque según la comunidad, la fiesta puede comenzar semanas antes y terminar semanas después. Para darle un cierre fastuoso a los carnavales celebrados en la comuna, se ha comenzado a organizar el Remate de Carnavales, durante las primeras semanas de marzo, a partir del año 2009. Es de esperarse que el evento, con la ayuda de las diversas fraternidades y otras organizaciones comunitarias participantes, adquiera la importancia que se merece y se posicione como el cierre de la temporada de carnavales en todo el Norte Grande.
- Fiestas patronales. En toda la comuna se organizan liturgias y celebraciones a los santos patronos de cada pueblo. Destacan las fiestas de Nuestra Señora de la Candelaria en Caspana (1-3 de febrero), San Juan Bautista en Calama (24 de junio), Nuestra Señora del Carmen en Conchi Viejo (16 de julio), San Lorenzo en Chuquicamata (10 de agosto), Nuestra Señora de Guadalupe en Ayquina (principal fiesta de la provincia, 8 de septiembre y 12 de diciembre) San Francisco en Chiuchiu (4 de octubre) y la Adoración al Niño Dios (tradición exclusiva de Calama, 24 de diciembre a 6 de enero). En los últimos años, como uno de tantos aportes culturales de la colonia boliviana (específicamente de los residentes que provienen de Cochabamba), se ha agregado la fiesta de la Virgen de Urkupiña (15 de agosto).
- Encuentro Folklórico Nacional e Internacional "Calama una Ciudad para el Folklore". Realizó su novena versión durante el año 2008. Es organizado, en su totalidad, por la agrupación amateur local Conjunto de Proyección Folklórica Tierra Nueva.
- Mes de Calama. En conmemoración a la conquista chilena de Calama (23 de marzo de 1879), se realizan diversas actividades. Desfiles cívicos y escolares, exposiciones y ferias, ramadas y fiestas populares, conciertos, espectáculo pirotécnico, y un desfile militar en campo de batalla (Topater), son, entre otros, los eventos del mes de marzo.

## Calamatón
La Calamatón es una fiesta solidaria (similar a la Teletón) que se realiza cada año en ayuda de distintas organizaciones de atención y rehabilitación de niños, jóvenes y adultos con diferentes patologías como ceguera, sordera, mudez, dificultades físicas, mentales, diabetes, VIH, entre otras. Ante la ausencia de un centro especialista en estas enfermedades se crea dicha fiesta con el objetivo de recaudar dinero para médicos e infraestructura a un total de 19 instituciones loínas, y desde su creación en el 2009, contó con el apoyo de la Ilustre Municipalidad de Calama y todas sus direcciones.
Esta actividad se realizó por primera vez muy tímidamente el 19 de diciembre de 2009, a un costado de la Ilustre Municipalidad de Calama, bajo el lema Entra al mundo de la discapacidad consiguiendo reunir $20.000.000.
La segunda versión se realizó el 6 y 7 de mayo de 2011 bajo el lema Por un sueño, por un mañana en el estadio Techado de Calama (donde se realiza actualmente) y donde por primera vez se incorporó transmisión televisiva En Vivo a través de la señal de Calama Televisión por  VTR, y se recaudaron $197.000.000 gracias al gran apoyo de empresas y sindicatos mineros de la zona. 
El 2012 la Calamatón se realizó el 1 y 2 de julio, bajo el lema Con los ojos del alma, pero esta no tuvo el éxito esperado recaudando solo $113.000.000, además esta versión de la Calamatón por primera vez tuvo como atractivo artistas de renombre en el ámbito nacional, pese a esto también se vio empañada por los intereses políticos ya que era año de elecciones municipales.
La Cuarta versión de la Calamatón se realizó en los días 8 y 9 de noviembre de 2013, bajo el lema Cosechando esperanza, que contó con la participación de artistas nacionales e internacionales, además obviamente de la participación de los artistas locales y pacientes de estas instituciones beneficiadas, consiguiendo $200.120.340, superando la meta propuesta para este año. Cabe destacar que esta es la primera versión de Calamatón como Fundación, con personalidad jurídica.
El 2014, La Calamatón fue interpelada por el concejal Darío Quiroga ya que la fundación no habría justificado los fondos gastados entre las 19 instituciones que ayuda, luego de la cuenta pública y una vez realizada una auditoría donde nuevamente la presidenta de la fundación Elizabeth Ramírez aclaró los fondos, se dio el vamos a la quinta campaña con fecha 24 y 25 de octubre, para evitar que se repitan problemas anteriores la fundación decidió que para esa campaña no habrá una meta sino que apelaran a las donaciones que harán las empresas y la comunidad. En esta campaña se logró recaudar $141.791.650.
La versión 2015 se realizó el 3 y 4 de julio, bajo el lema Todos juntos y se recaudaron solo $39.958.968.

## Ciudades hermanas
- Arad, Israel.
- Palpalá, Jujuy, Argentina.
- Salta, Salta, Argentina.
- Ibarra, Imbabura, Ecuador.
- San Salvador de Jujuy, Jujuy, Argentina.
- La Paz, Bolivia.
- Potosí, Bolivia.
- Córdoba, Córdoba, Argentina.